# パパ活
パパ活（パパかつ）とは、中高年の男性（パパ）が若い女性とデートや飲食等を行い、その対価として金銭や物品を渡す行為である。パパ活動の略で、ここでいうパパとは父親ではなくパトロンのことを意味する。「パパ」の年齢が若い場合は兄活とも呼ばれる。
元々「パパ活」という言葉は、交際クラブ日本最大手のユニバース倶楽部が、交際クラブの認知普及とイメージ転換のために作った言葉である。2015年から使われるようになった。2017年頃からパパ活を目的としたマッチングアプリが登場し、気軽に利用できるようになった。
「性的関係を前提としない」とされるが、性行為を伴う場合もあり、性被害につながるケースもある。児童買春等の違法性（後述）を持つ可能性や性病に罹患するリスクがある。2020年代以降の梅毒の急拡大の一因がパパ活などによる不特定多数との性交渉であるとする指摘もある。

## 類語
ママ活
男性（パパ）とは逆に、女性（ママ）が金銭等を渡す類似行為はママ活と呼ばれる。2021年時点でママ活専用のマッチングアプリも存在し、東京大学、早稲田大学、慶應義塾大学など高学歴の男子大学生もいるという。
援助交際
援助交際とパパ活で異なる部分としては、男性側の金銭的余裕の差や活動自体に肉体関係が必須ではない点があげられる。ただし、パパ活のカジュアル化に伴って援助交際と同じようになってきているとも指摘されている。
愛人
愛人とも類似しているが、不特定多数をその場限りで相手するパパ活に対して、愛人は1人の相手と一定期間において関係を築くという点で異なる。
シュガーベイビー/シュガーダディ
アメリカでは、20世紀初頭にシュガーベイビー（sugar baby）という表現が生まれており、経済的なサポートをする裕福な年上男性をシュガーダディ（sugar daddy）と呼ぶ。

## 違法性
パパ活自体は違法ではないが、例えば下記の場合に該当する時は、違法性を問われる可能性がある。

### 金銭等を供与する側
- 18歳未満と性的関係を持った場合は、児童福祉法及び児童買春・児童ポルノ禁止法により処罰される可能性がある。16歳未満と性的関係を持った場合は、より重い不同意性交等罪が適用される[注 1]。
- 未成年者略取・誘拐罪第224条「未成年者を略取し、又は誘拐した者は、三月以上七年以下の懲役に処する」に抵触する可能性がある。例えば、脅迫や暴行等を用いて相手を支配しようとする・支配した場合は、本罪が適用される。
- 同意を得ずに性交等を行った場合は、不同意性交等罪が適用されて5年以上の懲役となる可能性がある。相手が16歳未満の場合は、法的同意を取りえないため、ただちに本罪が適用される[注 1]。

### 金銭等を受領する側
- 性交等を行った場合は、売春防止法第3条「何人も、売春をし、又はその相手方となってはならない」に抵触する可能性がある。ただし、本法には罰則がないため、処罰されることはない。
- 適切な収入申告を行わない場合は法律違反になる可能性がある。例えば会社員等の場合、年間20万円を超える利益は「雑所得」として確定申告が必要になる。

### 双方
- 相手に婚姻者がいる場合は、民事上の不貞行為及び不法行為の問題に発展する可能性がある。これは性的関係がなくても同様である。

## 関連作品
- 映画
  - 『つゆのあとさき（2024年版）』- 1931年の小説を現代に翻案したもの[29]。
- ドラマ
  - 『パパ活』 エイベックス通信放送/フジテレビ（dTV・FOD）、2017年[30]
  - 『明日、私は誰かのカノジョ』[31] 毎日放送、2022年・2023年 - サイコミ連載の同名の漫画のドラマ化
  - 『SHUT UP』[32] テレビ東京、2023年
  - 『怖れ』 CBCテレビ、2024年 - 原作はサイコミ連載の『怖れ -令和怪談-』[33]
- コミック
  - グラハム子『娘がパパ活をしていました』[34] オーバーラップ、2025年、ISBN 978-4824010759

## テレビでの特集など
- 『ねほりんぱほりん』「パパ活女子」（NHK Eテレ、2017年11月1日）[35]
- 『クローズアップ現代』「“パパ活”広がる性被害▽生活苦が女性を追い詰める」（NHK、2020年12月1日）[36][37]
- 『ノーナレ』「シュガーデート」（NHK、2021年5月15日）[38]